# Carla Carrizo
Ana Carla Carrizo (Quilino, Provincia de Córdoba, Argentina, 1966) es una política, politóloga y docente argentina, Diputada de la Nación por la Ciudad Autónoma de Buenos Aires.
Fue directora de la carrera de Ciencia Política en la Universidad del Salvador y es docente de la Universidad de Buenos Aires.

## Biografía personal y académica
A los quince años se mudó a Alemania, donde terminó sus estudios secundarios. Regresó una vez finalizados y estudió Ciencias Políticas en la Universidad del Salvador. Ha sido docente de la Universidad Católica Argentina y la Universidad Di Tella y directora de la carrera de Ciencias Políticas en la Universidad del Salvador. Es profesora de Sociología política y Teoría política en la Universidad de Buenos Aires; fue parte de la comisión directiva de la carrera.

## Actividad política
Comenzó a militar en 1985 cuándo se afilió a la Unión Cívica Radical. En las elecciones legislativas de 2013 fue candidata a diputada nacional junto a Martín Lousteau en la lista de Suma+ en el Frente UNEN y obtuvo su banca. Formó un bloque junto a Lousteau, que en 2015 compitió por la Jefatura de Gobierno de la Ciudad de Buenos Aires en el espacio ECO. Tras la asunción del presidente Mauricio Macri y la designación de Lousteau como embajador en Estados Unidos, Carrizo pasó a integrar el bloque de la Unión Cívica Radical en la alianza Cambiemos. En las elecciones presidenciales, manifestó su preferencia por Macri.
Durante su mandato, ha presentado varios proyectos dedicados a la transparencia institucional. Durante la campaña de 2015, presentó un proyecto de ley para que haya debates presidenciales obligatorios trasmitidos por cadena nacional. Al presentar su proyecto, la diputada expresó: «los dirigentes tienen todos los derechos, y los ciudadanos, todas las obligaciones [...] ni siquiera la dirigencia les concede el derecho a la información electoral». Cuando el proyecto fue rechazado, Carrizo alegó que se quería «blindar» al candidato Daniel Scioli. También apoyó la implementación de la Boleta Única Electrónica, la creación de una normativa para la publicación de encuestas que obligue a las empresas a decir quién pagó por ellas y sobre la base de que el Estado no garantizaba «que todos puedan votar» presentó un proyecto de ley para garantizar el sufragio para aquellos presos que no estén privados de sus derechos políticos y aquellos ciudadanos que se encontrasen dentro del país pero a más de quinientos kilómetros de su lugar original de votación. Presentó un proyecto de ley para que las ONG tuvieran un espacio de audiencias no vinculantes cada año en el Congreso.
En 2014 se opuso a que los diputados del Parlamento del Mercosur fueran electos por primera vez en las elecciones de 2015 y antes de ellas presentó un proyecto para que no cobrasen lo mismo que un diputado nacional sino un 50% ya que el cuerpo no comenzara a legislar hasta 2020 y por el momento se limitaría a emitir recomendaciones e informes. Dijo que el Parlamento del Mercosur estaba siendo usado como «clientelismo VIP» y que esto «viola el art. 14 bis de la Constitución que establece igual remuneración por igual tarea» y no podía darse «en un país con un tercio de pobreza». También criticó el modo de elección de los parlamentarios, que son electos en un sistema mixto que contempla diecinueve representantes electos por distrito único de todo el país y además uno por cada provincia. Según Carrizo, que presentó un pedido de medida cautelar para declarar la inconstitucionalidad de la ley, esto violaba el cupo femenino y la representación de las minorías. Al respecto del cupo femenino, pidió su ampliación para la Corte Suprema de Justicia de la Nación.
En 2015, dijo que en varias provincias «hay sistemas semiautoritarios» y que el sistema electoral privilegiaba la «hegemonía». En las elecciones a gobernador en Tucumán, en la cual se denunciaron numerosas irregularidades, Carrizo abogó por la intervención federal de la misma y un nuevo llamado a elecciones, ya que consideró que «no se puede legalizar un atropello». Expresó que en la sociedad «abrumó la asimetría entre la dirigencia política y la orfandad de la ciudadanía».
Consultada sobre su líder Lousteau en su campaña para la Jefatura de Gobierno de la Ciudad de Buenos Aires, Carrizo consideró que «la frescura y ductilidad de liderazgos no estrictamente partidarios le hace bien a la política, esta clase de dirigentes trae a los partidos un nuevo lenguaje político y los nuevos liderazgos deben generar ruptura». Consideró que su liderazgo «tuvo un impacto nacional» al cambiar la forma de representar apartándose de los grandes discursos y lograr que se le empiece a «exigir propuestas más concretas a los candidatos».

[La dirigencia política] Está atrasada en el modo en que nos representa, desde la nueva generación tenemos otro modo de hablar, otro modo de representar y otras palabras que nos nombran y que debemos escribir, ese es el desafío, no repetirnos.
Carla Carrizo en 2015.

La diputada apoyó el tratamiento de la despenalización del aborto en el Congreso de la Nación y analizó que era un tema difícil de tratar porque remitía «a un vínculo difícil como política y moral». Definió la política como «espacio público» y lo moral como algo «individual [que] implica privacidad». A su vez, consideró que el debate podía «ayudarnos a afrontar como sociedad el desafío y la complejidad de vivir en libertad». También objetó: "el nuevo código civil defina la vida desde el momento de la concepción y el código penal prohíba el aborto, ya que la Constitución no lo hace y la Corte Interamericana de Derechos Humanos rechazó que un embrión fuera vida humana, y por conste es un asunto que se puede debatir legítimamente", no obstante, el supuesto pronunciamiento de la CIDH fue desmentido por la propia Cancillería Argentina.
Carrizo se dedica a temas de infancia en el Congreso. Abogó por la instauración de un nuevo régimen de adopción y consideró que el tema de la Infancia era «un tema pendiente» en Argentina y la ley era para «la infancia desprotegida que tenía derecho a una familia». También presentó un pedido de informes al poder ejecutivo cuando un joven de dieciséis años murió incendiado mientras cumplía una sanción en una celda de aislamiento. Expresó que «en los institutos de menores se mantienen prácticas vejatorias» que violan los derechos humanos y señaló que se debería sancionar un nuevo régimen penal juvenil en lugar de mantener vigente «el decreto ley del último gobierno de facto que permite esta violación a las leyes de infancia». Se quejó de que no hubiese sido derogado y de la falta de estadísticas sobre adolescentes privados de su libertad, los cuales, dijo, que eran un «universo invisibilizado». Presentó un proyecto de ley para derogar la Ley de padrinazgo presidencial, ya que dijo que dar este beneficio al séptimo hijo era «una tradición paternalista, no republicana ni democrática» y que violaba la Constitución Nacional que establece la «igualdad ante la ley». Sostuvo que «en democracia los derechos no se agradecen y eso crea una cultura cívica que esta institución no enseña».
En 2016, tras la detención de José Francisco López, secretario de Obras Públicas durante los gobiernos de Néstor y Cristina Kirchner, la diputada presentó una denuncia en el Consejo de la Magistratura contra el juez Daniel Rafecas. Argumentó que el juez tenía una causa de enriquecimiento ílicito del funcionario desde 2008 y que «no le interesó proteger el dinero de los argentinos sino administrar la causa para expandir el delito».
Obtuvo el décimo quinto lugar en el Premio Parlamentario del 2015, votada por sus pares y periodistas.